# De levende planeet (stripalbum)
De levende planeet is een stripalbum uit 1986 en het vijftiende deel uit de stripreeks Storm, getekend door Don Lawrence naar een scenario van Martin Lodewijk. Het is het zesde deel van de subreeks De kronieken van Pandarve.

## Het verhaal
Storm, Roodhaar en Nomad worden overvallen door een ras van miniatuurmensen die hun luchtschip beginnen te ontmantelen. Na een smeekbede van Storm worden hij en Roodhaar afgezet op een rots in een gigantische lavazee, terwijl Nomad achter moet blijven als een garantie dat Storm terugkeert met een ei van Pandarve. Als hij hierin slaagt wordt ook Nomad vrijgelaten. Storm en Roodhaar worden opgepikt door een schip dat jacht maakt op een reusachtig wormachtig wezen dat in de vuurzee leeft. Na het schip gered te hebben van de ondergang worden Storm en Roodhaar van boord gelaten aan de dichtstbijzijnde kust. Ze trekken richting Mardukan om er het ei van Pandarve te stelen dat Marduk in zijn laboratorium bewaart. Pandarve zelf verschijnt echter voor Storm met de vraag of hij de strijd met haar onderbewustzijn wil aangaan omdat dat de enige plaats is waar zij zelf niet kan komen. Hier groeien de eieren van Pandarve (die, eenmaal los gelaten, nieuwe planeten zullen vormen in de luchtbel van Pandarve) en omdat Marduk met andere zaken bezig is, worden er geen eieren meer geoogst. Storm slaagt erin om Pandarve's innerlijke demonen te verslaan en een ei los te knippen uit de boom der onwetendheid waar ze in groeien. Met een extra ei dat Storm los geknipt heeft keren ze terug naar het miniatuur-volk en bevrijden ze Nomad.